# Тростянец (Ровненский район)
Тростянец (укр. Тростянець) — село в Костопольской городской общине Ровненского района Ровненской области Украины.
До 2020 года входило в Костопольский район.
Население по переписи 2001 года составляло 261 человек. Почтовый индекс — 35016. Телефонный код — 3657. Код КОАТУУ — 5623483403.